# Зарайське
Зара́йське — село в Україні, у Новокалинівській міській територіальній громаді Самбірського району Львівської області. Населення становить 216 осіб (2001).

## Культові споруди

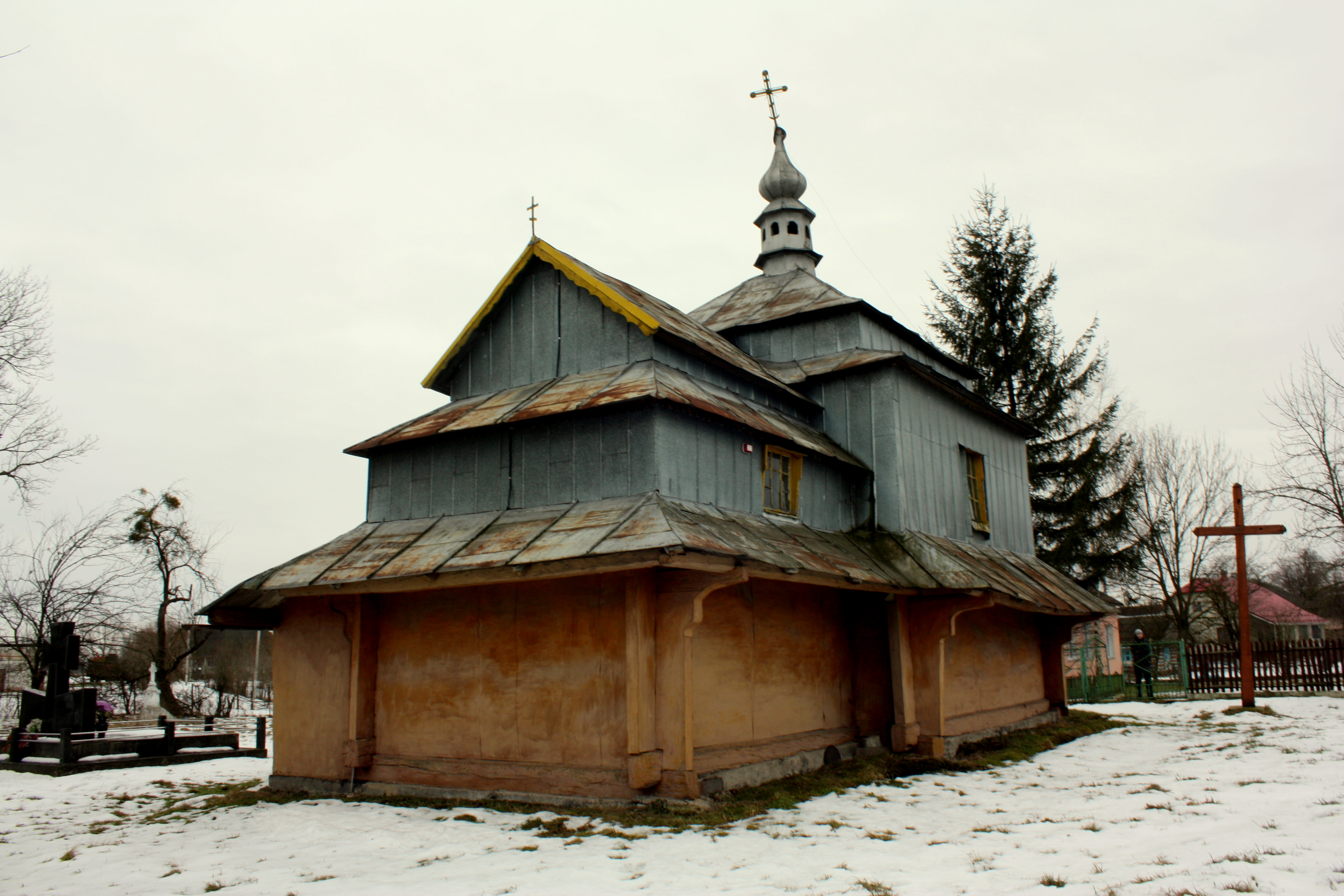
Церква Різдва Пресвятої Богородиці

Дерев'яна церква Різдва Пресвятої Богородиці в селі Зарайську збудована у 1634 році, і відноситься до числа найбільш унікальних і давніх пам'яток українського середньовічного будівництва.
У 1850 році церква була відремонтована. В 1930-х роках гонтові покриття замінили на цинковану бляху.
З 1957 по 1989 роки храм Різдва Пресвятої Богородиці стояв нечинним.
Церква Різдва Пресвятої Богородиці була внесена до списку пам'яток містобудування і архітектури Української РСР, що перебувають під охороною держави 6 вересня 1979 року.